# خوليو ماتيو
خوليو ماتيو (بالإنجليزية: Julio Mateo)‏ هو لاعب كرة قاعدة دومينيكاوي، ولد في 2 أغسطس 1977 في باني في جمهورية الدومينيكان.